# Departamento Lago Buenos Aires
Lago Buenos Aires es un departamento de la provincia de Santa Cruz, Argentina.
Limita al este con el departamento Deseado, al sur con el de Río Chico, al norte con la provincia de Chubut (departamentos Río Senguer y Sarmiento), y al oeste con la República de Chile.
Su nombre proviene del lago homónimo, ubicado dentro del departamento.

## Demografía
Según el censo nacional del INDEC en 2010, la población del departamento alcanza los 8750 habitantes.>
El censo 2022 informó una población de 12 618 habitantes con un ritmo mayor de crecimiento poblacional respecto del censo anterior. Además, se registraron 6248 mujeres y 6358 hombres . Estos datos situaron al departamento como el de mayor crecimiento poblacional de la provincia.
| Población | 3.080 | 3.114  | 3.897   | 3.489   | 4.975   | 6.223   | 8.750   | 12.618  |
| Variación | -     | +1,10% | +25,14% | -10,46% | +42,59% | +25,08% | +40,61% | +44,21% |

Fuente: Instituto Nacional de Estadísticas y Censos, INDEC

## Localidades y parajes

### Localidades
- Los Antiguos
- Perito Moreno

### Parajes
- Cueva de las Manos
- Paso Rodolfo Roballos
- El Pluma
- La María
- Ingeniero Pallavecini
- La Manchuria
- El Portezuelo
- La Aragonesa
- Gendarmería Nacional